# Rivière Nepton (lac Chibougamau)
Pour les articles homonymes, voir Nepton et Rivière Nepton.
Ne doit pas être confondu avec Rivière Neponset.
La rivière Nepton est un affluent du lac Chibougamau, coulant dans la municipalité de Eeyou Istchee Baie-James, en Jamésie, dans la région administrative du Nord-du-Québec, dans la province de Québec, au Canada.
Le cours de la rivière coule entièrement dans le canton de McCorkill.
Le bassin versant de la « rivière Nepton » est accessible par l’embranchement d’une route forestière desservant le côté Est du lac Chibougamau ; cette dernière est reliée par le Nord à la route 167 qui dessert aussi le côté Sud du lac Waconichi et de la rivière Waconichi. Cette dernière route vient de Chibougamau, remontant vers le Nord-Est jusqu’à la partie Sud-Est du lac Mistassini.
La surface de la « rivière Nepton » est habituellement gelée du début novembre à la mi-mai, toutefois la circulation  sécuritaire sur la glace se fait généralement de la mi-novembre à la mi-avril.

## Géographie
Les principaux bassins versants voisins de la « rivière Nepton » sont :
- côté Nord : lac Ida, lac Éva, lac Waconichi, rivière Waconichi, lac Mistassini (baie du Poste), rivière Pipounichouane ;
- côté Est : rivière du Chef, rivière de la Petite Meule, rivière Nestaocano ;
- côté Sud : rivière Boisvert (rivière Normandin), rivière Hogan, rivière de l'Épervier ;
- côté Ouest : rivière France, rivière Natevier, lac Chibougamau, rivière Chibougamau.

La « rivière Nepton » prend sa source à l’embouchure d’un lac non identifié (longueur : 1,0 km ; altitude : 475 m) dans le canton de McCorkill. Cette source est située à :
- 11,3 km au Nord-Est de l’embouchure de la rivière Nepton (confluence avec le lac Chibougamau) ;
- 18,5 km au Sud-Est du Lac Waconichi ;
- 30,5 km au Sud du lac Mistassini ;
- 72,6 km au Nord-Est du centre du village de Chapais (Québec) ;
- 35,9 km au Nord-Est du centre-ville de Chibougamau ;
- 153 km au Nord-Est de l’embouchure de la rivière Chibougamau (confluence avec la rivière Opawica) ;
- 386 km à l’Est de l’embouchure de la rivière Nottaway.

À partir de sa source (lac André), la rivière Nepton coule sur 18,4 km généralement vers le Nord-Est, selon les segments suivants :
- 1,9 km vers le Sud-Ouest, en traversant le lac Nepton (longueur : 1,4 km ; altitude : 468 m) ;
- 2,8 km vers l’Ouest, jusqu’à la confluence de la rivière Nepton Nord (venant du Nord-Est) ;
- 4,8 km vers le Sud-Ouest, jusqu’à une route forestière ;
- 3,4 km vers l’Ouest, en formant un crochet vers le Sud, jusqu’à la décharge du lac Demers (venant du Sud) ;
- 5,5 km vers le Sud-Ouest, jusqu’à son embouchure[2].

La rivière Nepton se déverse au fond d’une baie étroite sur la rive Nord-Est de la baie Nepton laquelle est une extension de la Baie des Îles, au Nord-Est du lac Chibougamau et est connexe à la baie Girard. À partir de l’embouchure de la rivière Nepton, une presqu’île s'avance en ligne droite sur 1,4 km vers le Sud-Ouest dans la baie jusqu’à la décharge du lac Forest. L’embouchure de la rivière Nepton est située à 0,4 km à l’Est de la limite des cantons de Roy et de McCorkill.
À partir de cette embouchure, le courant coule sur 18,3 km d’abord en traversant cette baie vers l’Ouest laquelle comporte de nombreuses îles, en traversant vers l’Ouest le lac Chibougamau et en contournant l’île du Portage. Le lac Chibougamau s’avère le principal lac de tête de rivière Chibougamau.
À partir de l’embouchure du lac Chibougamau, le courant traverse le lac aux Dorés, puis descend généralement vers le Sud-Ouest (sauf les grands S de la partie supérieure de la rivière) en empruntant la rivière Chibougamau, jusqu'à sa confluence avec la rivière Opawica. À partir de cette confluence, le courant coule généralement vers le Sud-Ouest par la rivière Waswanipi, jusqu’à la rive Est du lac au Goéland (rivière Waswanipi). Ce dernier est traversé vers le Nord-Ouest par la rivière Waswanipi qui est un affluent du lac Matagami. Finalement le courant emprunte la rivière Nottaway pour se déverse dans la Baie de Rupert, au Sud de la Baie James.
L’embouchure de la « rivière Nepton » située à :
- 14,9 km au Sud-Est du lac Waconichi ;
- 39,4 km au Sud du lac Mistassini ;
- 16,4 km à l’Est de l’embouchure du lac Chibougamau ;
- 128,6 km au Nord-Est de l’embouchure de la rivière Chibougamau (confluence avec la rivière Opawica) ;
- 390 km au Sud-Est de l’embouchure de la rivière Nottaway ;
- 54,7 km au Nord-Est du centre du village de Chapais (Québec) ;
- 24,4 km à l’Est du centre-ville de Chibougamau.

## Toponymie
Le toponyme « rivière Nepton » a été officialisé le 5 décembre 1968 à la Commission de toponymie du Québec, soit à la fondation de cette commission.